# Fødselsdag
En fødselsdag er den dag i året, hvor en person er født, hvilket ikke må forveksles med en persons fødselsdato, der er den dato personen fødtes (angivet ved dag, måned og år). Før 1814 var det ikke dagen for fødslen, der blev opført i kirkebøgerne – det var kun dåbsdagen.
I mange kulturer er der tradition for at festligholde fødselsdagen hvert år med særlig fokus på 'runde' fødselsdage. Der er tale om rund fødselsdag, når alderen er delelig med tallet ti. Runde fødselsdage fejres ofte med en større fest. Ved 100-års fødselsdage er der tradition for et festtelegram fra HM Kongen. 'Halvrunde' fødselsdage er øvrige tal delelige med 5.

## Skudår
I skudår er det den 24. februar, som er skuddag, hvilket betyder, at den 24. skydes ind. Så har man fødselsdag den 29. februar i skudår, vil man altid have fødselsdag den 28. februar, er man født den 28., bliver det til den 27. osv., men det praktiseres ikke normalt. Har man fødselsdag på selve skuddagen (den 24.), vil man reelt kun hvert 4. år kunne fejre sin fødselsdag på den rigtige dato. I praksis holder de fleste dog deres fødselsdag på det dato-tal, som man er født på – så er man født den 25. i et skudår, fejres det også den 25. alle andre år.

## Oprindelse
I Biblen og et apokryfisk skrift er der beskrivelser af fødselsdagsfester for fremtrædende personer.
I Første Mosebog hører man om et gilde i forbindelse med faraos fødselsdag
og Det nye Testamente har to evangelier der beskriver historien om Salomes dans ved kong Herodes fødselsdagsfejring.
Den apokryfe Anden Makkabæerbog nævner at "Jøderne blev hver måned på kongens fødselsdag med hård tvang drevet til at deltage i hedenske offermåltider".
|  | Eftersyn Dette afsnit bør gennemlæses af en person med fagkendskab for at sikre den faglige korrekthed. |

Traditionen med at fejre fødselsdag er opstået efter reformationen i 1536,[kilde mangler] hvor Martin Luther brød med katolicismen, og dermed fejring af navnedag der ofte var forbundet med en katolsk helgen, som dagen havde navn efter. Fødselsdagstraditionen blev af kongefamilien bragt til Danmark i 1600-tallet og spredtes sig til adelen. I begyndelsen af 1800-tallet blev den almindelig blandt borgerne som en anledning til at samle familien.

## Traditioner ved fødselsdage
I mange lande forbindes fødselsdage med gavegivning. I den danske kultur fejres fødselsdage ofte med festmåltid, fødselsdagssang, fødselsdagslys og -flag. Andre kulturer fokuserer ikke så meget på fødselsdagene. I katolske kredse er det mere navnedagen, der fejres, mens andre – f.eks. Jehovas Vidner – slet ikke fejrer fødselsdagen.

## Ekstern henvisning
- Fester og fællesskaber Arkiveret 28. september 2007 hos  Wayback Machine Artikel om fester og fødselsdage på Dansk Folkemindesamlings site www.dagligliv.dk
- Hvorfor fejrer vi fødselsdag? Arkiveret 10. januar 2014 hos  Wayback Machine Artikel i Videnskab.dk (9/1, 2014)